# Stefan Kossuth
Stefan Ludwik Mieczysław Kossuth (ur. 30 października 1849 w Grójcu, zm. 18 kwietnia 1919 w Warszawie) – inżynier technolog włókiennik, przemysłowiec, działacz społeczny, organizator szkolnictwa technicznego

## Życiorys
Ukończył gimnazjum w Warszawie. W latach 1867–1871 studiował w Instytucie Technologicznym w Petersburgu. W latach 1871–1873 pracował w manufakturze płóciennej Hille-Dietricha w Żyrardowie. Potem przeniósł się do Warszawy, gdzie pracował jako inspektor w Warszawskim Towarzystwie Ubezpieczeń od Ognia (1874-1882). W 1875 r. wznowił po siedmioletniej przerwie wydawanie pisma „Przegląd Techniczny”, do 1878 był redaktorem, a do 1881 wydawcą tego pisma.
W 1882 r. przeniósł się do Łodzi, gdzie został zatrudniony jako naczelny inżynier w zakładach Karola Scheiblera (1882-1884). Na tym stanowisku przyczynił się do poprawy warunków pracy robotników oraz do spolonizowania administracji fabryki, kierowanej uprzednio przez niemieckich majstrów. Jednocześnie był jednym z założycieli, a następnie wydawcą „Dziennika Łódzkiego” aż do jego zamknięcia w 1892 r. W lipcu 1884 r. wyjechał do Warszawy, aby pracować w zakładach wyrobów metalowych Stanisława Lilpopa. Następnie był naczelnym dyrektorem fabryki Hille-Dietricha w Żyrardowie (1886-1891). Dla robotników przemysłu włókienniczego zreorganizował tam ich spółdzielnię spożywców oraz założył teatr amatorski. Był inicjatorem założenia w Warszawie szkoły technicznej - memoriał w tej sprawie przedłożył właścicielom domu bankowego H. Wawelbergowi i S. Rotwandowi. W tym czasie był jednocześnie przewodniczącym Oddziału Warszawskiego i wiceprzewodniczącym Oddziału Łódzkiego Towarzystwa Popierania Przemysłu i Handlu. W l. 1886-1889 brał udział w pracach rządowej komisji opiniodawczej w sprawie rozciągnięcia prawa fabrycznego z r. 1886 na Królestwo Polskie. W l. 1891-1893 był dyrektorem Zarządu Kolei Nadwiślańskich z siedzibą w Petersburgu. 
Był jakby pierwowzorem Karola Borowieckiego z Reymontowskiej i Wajdowskiej Ziemi obiecanej. Reymont musiał Borowieckiego wymyślić, bo nie znał Stefana Kossutha. Kossuth osiągnął w Łodzi sukcesy niby rdzenny lodzermensz a nim nie był. „Lodzermensz” nie wydawałby w Łodzi polskiej gazety na przekór wszystkim i wszystkiemu. A Kossuth robił to. I organizował polskich inżynierów w Łodzi, która ich nie chciała. 
W r. 1893 przeniósł się do Galicji, gdzie w 1894 r. założył w Żywcu fabrykę sukna, która miała stanowić konkurencję dla fabryk bielskich, należących do niemieckich kapitalistów. Jednocześnie zorganizował Krajowy Związek Przemysłowy Galicji, mający na celu popieranie krajowego przemysłu i szkolnictwa zawodowego. W 1894 na zjeździe Techników Polskich we Lwowie został wybrany jego przewodniczącym. 
Po bankructwie fabryki żywieckiej powrócił do Łodzi, gdzie w 1899-1905 był sekretarzem Komitetu Giełdowego, członkiem kierownictwa Zgromadzenia Kupców i wykładowcą w szkole handlowej. Po przeniesieniu się do Warszawy od stycznia 1906 do lipca 1916 r. był dyrektorem warszawskiej Szkoły Mechaniczno-Technicznej, założonej z jego inicjatywy przez Wawelberga i Rotwanda jeszcze w 1895. W latach 1914-1915 uczestniczył w pracach Sekcji Politechnicznej Komisji do Urządzania Szkól Wyższych Tow. Kursów Naukowych, która przygotowała uruchomienie w 1915 Politechniki Warszawskiej. Następnie pracował jako naczelnik Wydziału Szkolnego Magistratu Miasta Warszawy (1916-1919) a potem jako wiceprezes Państwowego Urzędu Likwidacyjnego (1919)

### Prace Stefana Kossutha
Był autorem wielu prac zwartych a także artykułów zamieszczanych głównie w "Przeglądzie Technicznym" i "Dzienniku Łódzkim" dotyczących techniki produkcji tkackiej, słownictwa technicznego, szkolnictwa zawodowego i prawodawstwa fabrycznego. Do ważniejszych z nich należą: 
- Przegląd wystawy powszechnej w Wiedniu w 1873 r. pod. red. S. Kossutha, Warszawa 1875
- Prawo fabryczne z 3115 czerwca 1886 r., jego znaczenie, zasady, treść i zastosowanie, Łódź 1887,
- Szkoły rzemiosł budowlanych. Wiadomości i uwagi zebrane staraniem B. Lewego i S. Kossutha, Warszawa 1910,
- Jak się przędzie len ręcznie, a jak na maszynach, Warszawa 1911,
- Zawody techniczne. Przegląd społeczno-obyczajowy, Warszawa 1912,
- Rzemiosło. Zagadnienie dalszego rozwoju rzemiosła, Warszawa 1917,
- Rzeczpospolita Polska powinna mieć ustrój praworządny, Warszawa 1919.

## Rodzina
Pochodził z polskiej gałęzi węgierskiego rodu Kossuthów; jego pradziad Feręnc Kossuth przeniósł się w 2. pol. XVII I w. z Węgier do Polski i służył jako oficer w polskiej armii. Był synem inżyniera gubernialnego radomskiego Romualda i Karoliny z Gumowskich (1827-1892). Ożenił się z Mariettą z Wyczółkowskich (1858-1928), mieli dzieci inżyniera Ludwika (1880–1938), Janusza (ur. 1884), Halinę (ur. 1885) i Wandę (ur. 1890 z męża Kozłowską).